# Frist
 "Tidsgrænse" omdirigeres hertil. For andre betydninger af Tidsgrænse, se Tidsgrænse (flertydig).
 For alternative betydninger, se Deadline.
En tidsfrist, frist, tidsgrænse eller deadline er det tidspunkt, hvor en opgave skal være afsluttet.
Tidsfrist anvendes fx også indenfor jura.
Udtrykket deadline bruges især inden for journalistik, hvor det kan være det tidspunkt, 
- journalisten skal aflevere sin artikel til redaktionssekretariatet, og
- hele avisen skal afleveres til trykning.